# South Downs
South Downs er et lavlandsområde med kalkgrund i det sydlige England. Det går parallelt med North Downs, og de to områder bestod engang en kuppelformet kalkklippe. De skilles nu fra hinanden af Weald, et område hvor kalkstensgrunden er blevet slidt ned af erosion. 
Området strækker sig omkring 100 km gennem East Sussex, West Sussex og Hampshire. Vejen South Downs Way går langs området. 
De mest kendte klipper er Beachy Head ved Eastbourne og Seven Sisters mellem Eastbourne og Seaford. Det højeste punkt er Butser Hill, som når 270 moh. og er en af Englands marilyns.
South Downs er på listen over Area of Outstanding Natural Beauty. Desuden er området sammen med store dele af Weald South Downs National Park.

## Byer og landsbyer
- Arundel
- Brighton
- Eastbourne
- Hove
- Lewes
- Midhurst
- Portslade
- Shoreham-by-Sea
- Washington

50°54′N 0°30′V / 50.9°N 0.5°V